# 1319
1319 је била проста година.

## Рођења
- 16. април —Јован II Добри, француски краљ (†1364)